# Ilha Severny

Ilha Severny e Novaya Zemlya.

A ilha Severny (em russo:  о́стров Се́верный, "Ilha Setentrional") é a ilha mais a norte do arquipélago de Nova Zembla, no norte da Rússia. Tem uma área de 48 904 km², fazendo dela a 30ª maior ilha do mundo. Está separada da ilha Yuzhny pelo estreito de Matochkin. Ela faz parte do Parque Nacional do Ártico Russo.

## Geografia
A Ilha Severny é separada da Ilha Yuzhny (ao sul) pelo estreito Estreito de Matochkin. Quarenta por cento da ilha é coberta pela calota de gelo da Ilha Severny, que é a maior geleira da Europa em área e volume (se considerada parte dela). A Ilha Severny é conhecida por suas numerosas geleiras. O Cabo Flissingsky é o ponto mais oriental da Ilha Severny, enquanto o Cabo Zhelaniya é o ponto mais setentrional; o ponto mais ocidental é Sukhoi Nos.

## História
O cabo de Sukhoy Nos, localizado no extremo sul da ilha, foi usado para testes de armas nucleares entre 1958 e 1961. O teste da bomba de hidrogênio Tsar Bomba em 30 de outubro de 1961 destruiu todos os edifícios na vila de Severny (tanto de madeira quanto de tijolos). A vila estava localizada a 55 quilômetros (34 milhas) do marco zero dentro do alcance de teste de Sukhoy Nos. Tsar Bomba foi a arma nuclear mais poderosa detonada e foi a explosão antropogênica mais poderosa da história da humanidade. Ela tinha um rendimento de 50 megatons de TNT, reduzido de seu rendimento máximo de projeto de 100 megatons. Severny agora é o local de uma base do Exército Russo e tem um porto.